# Ceroplastes formicarius
Ceroplastes formicarius är en insektsart som beskrevs av Hempel 1900. Ceroplastes formicarius ingår i släktet Ceroplastes och familjen skålsköldlöss. Inga underarter finns listade i Catalogue of Life.